# Lupinus verbasciformis
Lupinus verbasciformis är en ärtväxtart som beskrevs av Noel Yvri Sandwith. Lupinus verbasciformis ingår i släktet lupiner, och familjen ärtväxter. Inga underarter finns listade i Catalogue of Life.